# Крепостное право в России

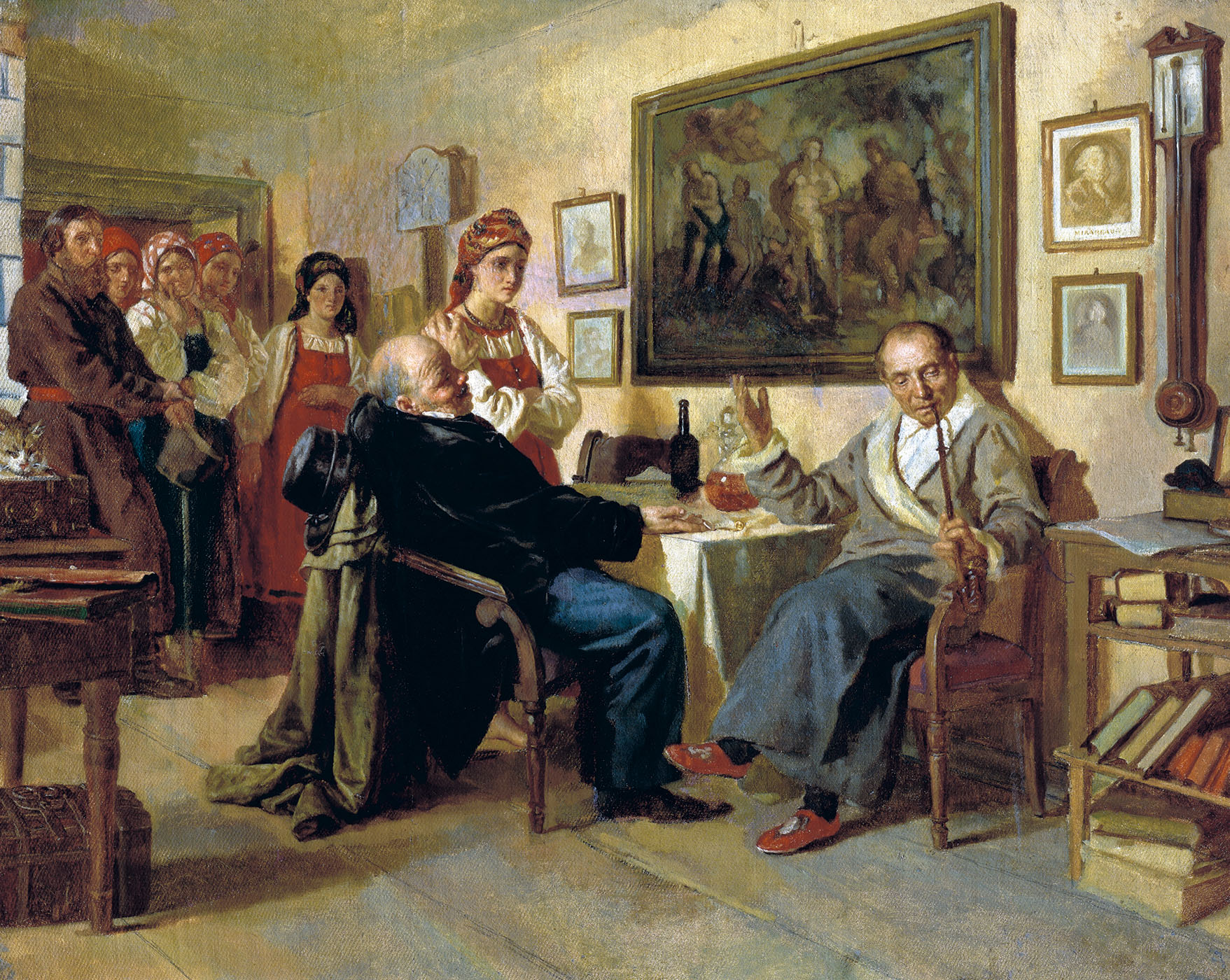
Продажа дворовой девушки на картине художника Николая Неврева «Торг. Сцена из крепостного быта. Из недавнего прошлого» (1866; Москва, Третьяковская галерея)

Карта долей крепостных крестьян в общей численности населения по губерниям и областям Российской империи (по данным Тройницкого А. Г.,1859г.)

Крепостно́е пра́во в Росси́и — существовавшая в России система правоотношений, вытекавших из зависимости земледельца-крестьянина от помещика, владельца земли, населяемой и обрабатываемой крестьянином.

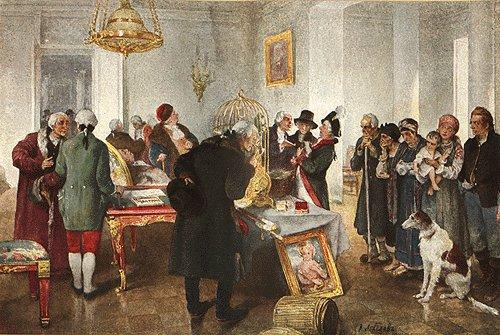
«Продажа крепостных с аукциона», картина Клавдия Лебедева (1910)

На Руси и в Новгородской республике несвободные крестьяне подразделялись на категории: смердов, закупов и холопов. В Московском царстве крепостничество широко распространилось в XVI веке, официально подтверждено Соборным уложением oт 1649 года, отменено 19 февраля 1861 года (3 марта 1861).

## Краткая история

### Возникновение
Крепостное право применительно к концу XVI века правильнее всего понимать как очень конкретное явление: как запрет крестьянских переходов от одного владельца к другому. За рамками этого запрета мы довольно мало знаем, в чём еще выражалась зависимость крестьянина от своего владельца.Д. А. Черненко Крепостное право в России
В Российской историографии существуют два противоположных взгляда на обстоятельства и время возникновения крепостного права — так называемые «указная» и «безуказная» версии. Обе они возникли ещё в середине XIX столетия. Первая из них исходит из утверждения о существовании конкретного закона в конце XVI века, а именно от 1592 года, об окончательном запрете крестьянского перехода от одного землевладельца к другому; а другая — опираясь на отсутствие среди сохранившихся официальных документов подобного указа, рассматривает крепостничество как поэтапный и растянутый во времени процесс утраты прежде свободными людьми гражданских и имущественных прав.
Основателем «указной» версии считается известный историограф XIX века С. М. Соловьёв. Именно он, по ряду причин, отстаивал существование закона 1592 года о запрете крестьянского перехода, или отмене «Юрьева дня», изданного в правление царя Феодора Иоанновича. Советская историография активно приняла сторону С. М. Соловьёва в данном вопросе. Предпочтительными преимуществами этой гипотезы в глазах советских историков было то, что она представляла социально-классовые противоречия более выпукло и остро, отодвигая факт закрепощения более чем на 50 лет в прошлое.

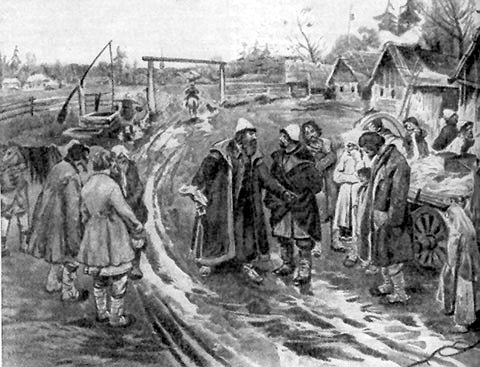
Крестьянин уезжает от помещика в Юрьев День

«Указную» версию пытался опровергнуть В. О. Ключевский, извлёкший из достоверных источников множество текстов крестьянских порядных записей 1620-х — 1630-х годов, свидетельствующих о том, что ещё в это время, то есть спустя почти полстолетия после предполагаемого указа о закрепощении крестьян от 1592 года, древнее право «выхода» крестьян с помещичьей земли сохранялось вполне. В порядных оговариваются только условия выхода, само право на который не ставится под сомнение. Теория В. О. Ключевского доминировала в дореволюционной историографии вплоть до открытия С. М. Адриановым царской грамоты 1592 года «О сыске бежавших из вотчины Никольско-Корельского монастыря исконно-вечных крестьян», в которой упоминаются «заповедные лета».
Советским историком В. И. Корецким на основе дел Разрядного Приказа, Поместного Приказа, актовых материалов приказных изб было показано, что в начале XVII века политика относительно крестьянского выхода, отмененного ранее указом 1592 года, проводилась непоследовательно. В ряде случаев, как после восстания Хлопка, право выхода возвращалось, но после отменялось.

### Развитие со времён Древнерусского государства до XVII столетия
Объективная картина развития земельного права на Руси от древних времен и до середины XVII столетия представляется следующим образом: княжеское и боярское землевладение, в сочетании с укреплявшимся бюрократическим аппаратом, наступало на личную и общинную земельную собственность. Прежде свободные земледельцы, крестьяне-общинники или даже частные собственники земли — «своеземцы» древнерусских юридических актов — постепенно становились арендаторами участков, принадлежащих родовой аристократии или служилому дворянству.
В Великом княжестве Московском получает развитие поместное землевладение как система вознаграждения за военную или гражданскую службу. Служилое поместье в Русском государстве XV — начала XVII века представляло собой земельный участок, находящийся в собственности государства, населённый лично свободными людьми, сельскохозяйственными работниками — «крестьянами», обязанными временно (до тех пор, пока земля записана за помещиком) отчислять определённую долю своих сельскохозяйственных прибытков, чаще всего натурой, но иногда и в денежном эквиваленте, не в государственную казну, а в пользу помещика. Раздача поместий была вызвана недостатком наличных денежных средств, чтобы оплатить услуги лиц, несущих военную или бюрократическую службу государству.
Кроме поместья, полученного временно, под условием службы, многие дворяне владели землёй на праве частной собственности, доставшейся в качестве приданого, по наследству, «благоприобретённой» и так далее — «вотчинами». Но свою частную землю собственник возделывал или с помощью нанятых вольных работников, или поселяя на неё лично зависимых от него лиц — «холопов». Вотчинник не имел права переселить крестьян из государственного поместья в свои частные владения, потому что жители поместья ни при каких обстоятельствах не считались собственностью помещика, а исключительно свободными государственными налогоплательщиками, временно обязанными свои прямые выплаты в государственную казну заменить косвенными платежами — в пользу «помещика», то есть человека, служащего государству своим образованием или воинским умением, и потому взятого государством на содержание.
Принципиальные перемены в положении крестьян наступают с воцарением династии Романовых. К этому времени сроки сыска беглых крестьян увеличились с 5 лет, объявленных ещё в царствование Федора Иоанновича в 1597 году, до 15 лет. Однако землевладельцы в многочисленных челобитных настаивают на праве отыскивать своих беглых арендаторов бессрочно, и царь Алексей Михайлович идет не только навстречу этим требованиям, но и намного дальше.
Дело в том, что во всех прежних указах о сроке сыска беглых крестьян речь шла исключительно о тех, кто ушёл с помещичьей земли, не внеся всех необходимых выплат помещику, оговорённых в порядных записях, то есть — о возвращении должников. Крестьянин, рассчитавшийся по своим обязательствам, был волен идти куда угодно или оставаться на месте, или вовсе оставлять землепашество и выбирать другой род занятий, если позволяли средства и умение.
В изданном в 1649 году Соборном Уложении появилось два принципиально новых обстоятельства. Во-первых, объявлялся неограниченный срок сыска беглых крестьян. Господин имел теперь право вернуть самого беглеца или даже его потомков со всем нажитым в бегах добром, если мог доказать, что именно из его поместья сбежал крестьянин.
Во-вторых, даже свободный от долгов крестьянин терял право поменять место жительства — он становился «крепок», то есть прикреплён навечно к тому поместью, где его застала перепись 1620-х годов. В случае его ухода Уложение предписывало насильно возвращать прежде свободного человека обратно вместе со всем хозяйством и семьей.
Фактически, Уложение царя Алексея Михайловича совершило социальный переворот, лишив большинство населения страны права свободного перемещения и распоряжения собой, своим трудом и собственностью. Соборное Уложение 1649 года содержит целый ряд статей, приближающих вольного крестьянина к барщинному холопу. Его хозяйство всё решительнее признаётся собственностью господина. Здесь же, хотя ещё и неясно, и не вполне уверенно, но проскальзывает взгляд на крестьянина как на личную собственность господина, утвердившийся впоследствии. Так, например, Уложение велит выданную в бегах замуж крестьянскую дочь возвращать владельцу её вместе с мужем, а если у мужа были дети от первой жены, их предписывалось оставить у его помещика. Так допускалось уже разделение семей, отделение детей от родителей.
Одним из главных недостатков Уложения, по замечанию В. О. Ключевского, было то, что законодатели не подумали о регламентации обязанностей крепостных перед помещиками. Этот вопрос был обойдён молчанием, что привело в будущем к значительным злоупотреблениям властью помещиками.
Однако некоторые права крепостного крестьянина ещё сохранялись и защищались Уложением. Крепостной не мог быть обезземелен по воле господина и превращён в дворового слугу; он имел возможность приносить жалобу в суд на несправедливые поборы; закон даже грозил наказанием помещику, от побоев которого мог умереть крестьянин, а семья жертвы получала компенсацию из имущества обидчика.
С конца XVII века постепенно входят в практику скрытые сделки по купле-продаже крестьян между помещиками, также крепостных отдают в качестве приданого и так далее. Но речь шла, всё-таки, о переселении, перемещении земледельцев, причём непременно вместе с семьёй, из одного поместья в другое. Закон запрещал обезземеливание крестьян. Кроме того, запрещалась и торговля крепостными крестьянами. В главе 20 Уложения на этот счёт недвусмысленно говорилось: «Крещёных людей никому продавати не велено». Однако уже в 1675 г. царь Алексей Михайлович разрешает продавать крестьян без земли. В дальнейшем это было закреплено в указах от 1682 и 1688. В XVII веке вырабатывалась средняя цена крестьянина, не зависевшая от цены земли.

### Развитие крепостного права с конца XVII века и до начала XIX века
С конца XVII и, особенно, с начала XVIII столетия крепостное право в России приобретает принципиально иной характер, чем тот, который оно имело при своём возникновении. Оно начиналось как форма государственного «тягла» для крестьян, род общественной повинности, а пришло в своём развитии к тому, что крепостные лишились всяких гражданских и человеческих прав и оказались в личном рабстве у своих помещиков. В первую очередь этому способствовало законодательство Российской империи, бескомпромиссно вставшее на защиту исключительно помещичьих интересов. По замечанию В. О. Ключевского, «Закон всё более обезличивал крепостного, стирая с него последние признаки правоспособного лица».
Перемены, происшедшие в положении крестьян в царствование Петра I, оцениваются исследователями неодинаково (подробнее смотрите статью Крестьяне в царствование Петра I). По общепринятому мнению, Петр ухудшил положение крестьян, смешав их с холопами введением однообразного для тех и других подушного оклада. Рядом с этим мнением от времени до времени повторяется утверждение, что Петр был противником крепостного права и пытался улучшить положение крестьян законодательным путем. Действительно, Петр старался ограничить произвол владельцев относительно браков крепостных, запретил помещикам выставлять крестьян вместо себя ответчиками на суде и держать их на правеже за господские долги. Он высказал раздражение по поводу продажи крепостных в розницу, и, запрещая дробить дворянские имения, мотивировал эту меру, между прочим, необходимостью предотвратить крестьянское разорение. Наконец, в инструкции воеводам он формулировал старинное правило — об отдаче имений помещиков, разоряющих своих крепостных, их родственникам.
Положение крестьян, несомненно, ухудшилось с петровского времени, но причиной этого ухудшения едва ли было смешение крестьян с холопами. Власть помещика над личностью и имуществом крестьянина не сделалась шире, чем она была фактически до этого смешения. Настойчиво преследуя беглых, Пётр в то же время отказывался возвращать помещикам крепостных, ушедших от них в город и на фабрику, так как здесь они нужны были для развития торговли и промышленности. Ещё нужнее были Петру рекруты, и он так усердно привлекал на службу крепостных, что крепостное население стало считать военную службу средством к освобождению от крепостной зависимости. «Гулящие» люди, до Петра свободно рядившиеся в крестьянство, теперь должны были или идти в военную службу, или приписаться в крепостную зависимость к тому, кто их примет, или, наконец, быть сосланы на поселение.
Сенатским указом 14 марта 1746 года определено «впредь купечеству, архиерейским и монастырским слугам, и боярским людям и крепостным, и написанным к купечеству и в цех, такоже казакам и ямщикам и разным разночинцам, состоящим в подушном окладе, людей и крепостных без земель и с землями покупать во всём государстве запретить». 26 февраля (8 марта) 1764 года указом Екатерины II была проведена полная секуляризация церковных земель и около двух миллионов душ монастырских крестьян перешло в ведение Коллегии экономии (позже они были приравнены к прочим казённым крестьянам). Таким образом право владения крепостными становилось монополией дворянства. Екатерина II подарила около 800 тыс. государственных и удельных крестьян. По данным Василия Семевского, подавляющее большинство этих пожалований было совершено на территории бывшей Речи Посполитой (Василий Семевский «Пожалование населенных имений в царствование Екатерины Второй»
До некоторой степени помещики были ответственны за материальное благосостояние своих крепостных. Но обязанность кормить крепостных во время голода выполнялась неисправно, тем более, что крестьяне не имели никакого понятия об этой обязанности своих господ. Закон напоминал о ней помещикам в 1718, 1734, 1750 и 1761 годах, в 1767 годах последний указ ещё раз был повторен, а ещё через 5 лет правительство грозило помещикам возобновлением пятирублевого штрафа, положенного в 1718 году, за каждого крепостного, просящего милостыню, и кроме того строгим наказанием. В царствование Екатерины II помещики нашли, наконец, способ удовлетворить требованиям правительства, не отягощая в то же время самих себя. В деревнях стали устраиваться запасные магазины, наполнять которые хлебом было возложено на обязанность самих крестьян. От обязанности кормить престарелых и больных помещики тоже находили способ избавиться путем отпуска их на волю (указ 1782 года).
Распоряжение Петра I об отдаче в опеку разорителей своих имений до Екатерины II и не применялось вовсе, а при Екатерине применялось редко. Как незначительно было действие этого правила и в последующее время, видно из того, что перед освобождением крестьян всего 215 имений находились в опеке за злоупотребления помещиками своей властью.
Размеры судебной власти владельцев над своими крепостными оставались неопределенными до самого составления Свода Законов, в первом издании которого ещё предоставлялось помещику право употреблять «домашние средства наказания и исправления» по своему усмотрению, лишь бы только не было увечья и опасности для жизни. Только во втором издании Свода (1842 года) право наказаний было точно регламентировано: помещики могли производить расправу только по преступлениям, не подлежащим лишению прав состояния, и только в делах крепостных между собой, с помещиком и с его семьей. Если преступления совершены были против посторонних лиц, помещик мог чинить расправу только в случае желания потерпевшего. Размеры наказаний, находившихся в распоряжении помещика, ограничены были 40 ударами розог, 15 ударами палок, арестом в сельской тюрьме до недели, а в особенно важных случаях — до 2 месяцев. За более важные проступки помещик мог отсылать крепостных в смирительный и рабочий дома на срок до 3 месяцев, или в исправительные арестантские роты до 6 месяцев. Эти ограниченные законом права могут свидетельствовать о том, чем было право вотчинной расправы до ограничения.
Единственный род наказания крепостных, регламентацией которого занималось законодательство XVIII века — это была ссылка на поселение. Указ 1760 года, впервые предоставивший помещикам право ссылать крепостных, с зачетом в рекруты — «понеже в сибирской губернии… состоят к поселению и хлебопашеству удобные места, которых к заселению государственный интерес требует», — был подтвержден в 1761 году, а Екатерина II ещё более расширила это право, предоставив помещикам отдавать крепостных за «продерзости» в каторжную работу на какой угодно срок, и притом с правом возвращать их себе обратно. Помещики пользовались этими разрешениями, чтобы ссылать дряхлых и увечных, отрывая притом ссыльных, вопреки закону, от жен и малолетних детей.
Соборное Уложение запрещало принимать «изветы», то есть доносы крепостных на своего владельца, исключая случаев государственных преступлений и оскорбления Величества. Но «челобитная», то есть жалоба, не была «изветом», и до Екатерины II такие челобитные принимались, хотя, как видно из примера Салтычихи, обыкновенно не получали хода в низших инстанциях. Естественно, что крепостные в крайних случаях решались, минуя ближайшие инстанции, направлять свои жалобы непосредственно к высочайшей власти. Таким образом они подпадали под действие указов, вообще запрещавших, со времени Петра, обход инстанций и непосредственные жалобы государю. При Екатерине II правительство сочло нужным издать специальное распоряжение о непринятии крестьянских челобитных на помещиков. 22 августа 1767 года был издан указ, которым запрещалась подача крестьянских челобитных на помещиков не только в собственные руки императрицы, но и в другие инстанции. Однако иногда власти все же реагировали на злоупотребления помещиков. Так ярославский генерал-губернатор Мельгунов отправил несколько помещиков в ссылку за жестокость по отношению к крестьянам.

## Сопротивление крепостных
Протест против тяжести крепостного права выражался как пассивно — в побегах и самоубийствах крепостных, так и активно — в убийствах помещиков и массовых выступлениях.
Побеги, несмотря на жестокие наказания, грозившие беглецам по указам, и высокие штрафы с принявших их, не прекращались до самой отмены крепостного права. Беглые оставались и внутри России, превращаясь в беспаспортных, но преимущественно уходили за границу, особенно из близких к границе местностей.
При Екатерине II, с 1764 года по 1769 год, в одной Московской губернии было убито своими крепостными 30 помещиков и помещиц и сделано 5 покушений на убийство, ставшими известными. В период времени с 1835 до 1854 года, по неполным данным, убиты были 131 помещик и 21 управляющий и было сделано 62 покушений на жизнь тех и других.
Постоянно происходившие волнения крепостных усмирялись военными командами, зачастую с употреблением в дело оружия. Однако уже Екатерина II хорошо понимала, что одними репрессивными мерами нельзя ограничиться. В 1767 году она писала:

Пророчествовать можно что если за жизнь одного помещика в ответ и в наказание будут истреблять целые деревни, то бунт всех крепостных деревень воспоследует, и что положение помещичьих крестьян таково критическое, что окроме тишиной и человеколюбивыми учреждениями — ничем избегнуть [волнений] не можно… Итак, прошу быть весьма осторожну в подобных случаях, дабы не ускорить и без того довольно грозящую беду, если в новом узаконении не будут взяты меры к пресечению сих опасных следствий. Ибо, если не согласимся на уменьшение жестокости и умерение человеческому роду нестерпимого наказания, то и против воли сами оную [свободу] возьмут рано или поздно.

Крупнейшим антикрепостническим выступлением было восстание Пугачёва 1773—1775 годов.

## Крепостное право в поздний период

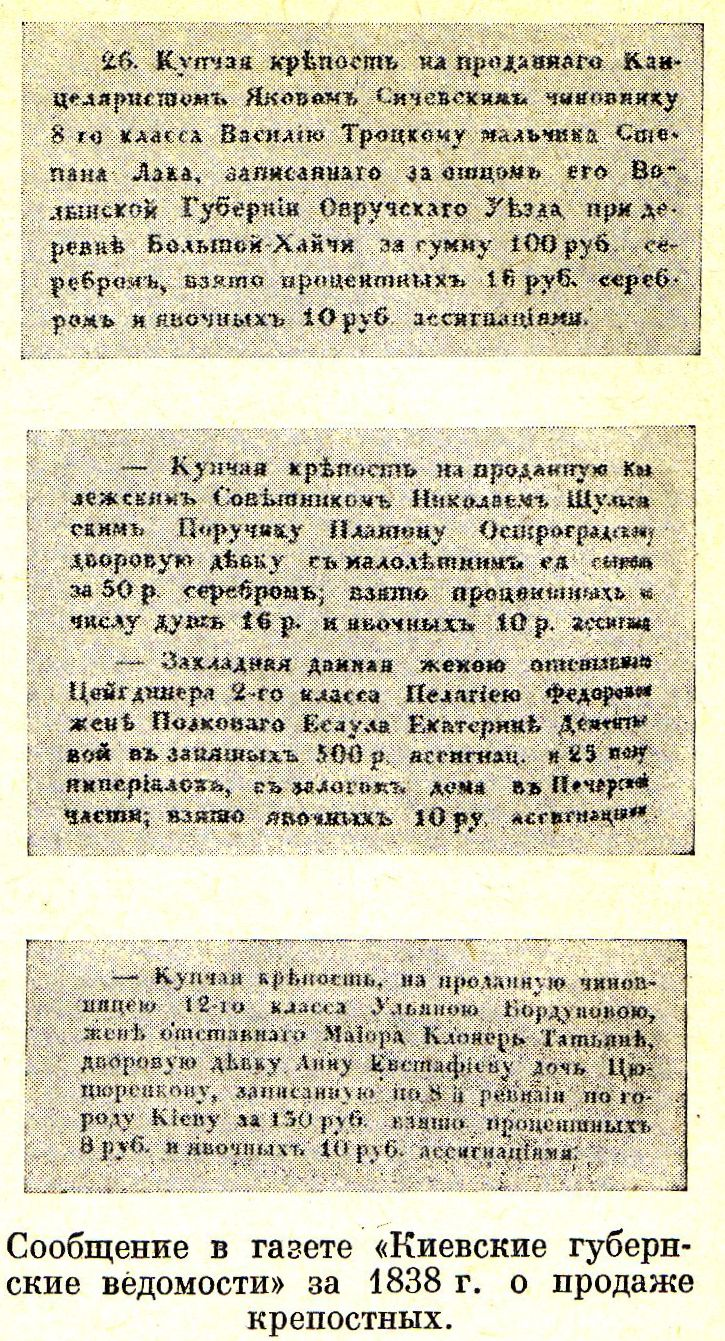
общения о продаже крепостных в «Киевских ведомостях» 1838 года

Несмотря на осознание того, что крепостнические порядки являются социальным злом, правительство не предпринимало никаких решительных мер к их уничтожению. Указ Павла I «о трёхдневной барщине», как часто называют этот указ, носил рекомендательный характер и никогда почти не исполнялся. Барщина в 6 и даже 7 дней в неделю была обыкновенной. Распространение получила и так называемая «месячина». Она состояла в том, что помещик отнимал у крестьян их наделы и личное хозяйство и превращал их в настоящих сельскохозяйственных рабов, которые работали на него постоянно и получали только скудный паёк из господских запасов. Крестьяне-«месячники» были самыми бесправными людьми и ничем совершенно не отличались уже от невольников на плантациях Нового Света.
Очередным этапом в утверждении бесправия крепостных крестьян стал «Свод законов о состоянии людей в государстве», изданный в 1833 году. Там декларировалось господское право наказывать своих дворовых людей и крестьян, распоряжаться их личной жизнью, в том числе право дозволять или запрещать браки. Помещик объявлялся собственником всего крестьянского имущества.
Торговля людьми продолжалась в России вплоть до февраля 1861 года. Правда, появляется формальный запрет продавать крепостных с разделением семей и без земли, а также ограничено право беспоместных дворян приобретать крепостных. Но эти запреты легко обходили на практике. Крестьян и дворовых покупали и продавали как и прежде, оптом и в розницу, но теперь в газетах такие объявления маскировали: вместо «продаётся крепостной человек» писалось «отпускается в наём», но все знали, что на самом деле имеется в виду.
Телесные наказания крепостных получили чрезвычайно широкое распространение. Нередко такие наказания заканчивались смертью жертв, но помещики почти никогда не несли никакой ответственности за убийства и увечья своих слуг. Одной из самых суровых мер правительства по отношению к жестоким господам было взятие имения «под опеку». Это означало лишь, что усадьба переходила под непосредственное управление государственного чиновника, но помещик-садист сохранял право собственности и исправно получал доходы от имения. Причём по прошествии времени, как правило очень скоро, опека «высочайшим повелением» отменялась, и господин получал возможность вновь совершать насилия над своими «подданными».
В 1848 году крепостным разрешили приобретать недвижимость — до этого времени им было запрещено владеть любой личной собственностью. Предполагалось, что такое разрешение будет стимулировать увеличение числа «капиталистых» крестьян, сумевших разбогатеть и в неволе, оживить экономическую жизнь в крепостной деревне. Однако этого не случилось. Указ позволял с разрешения своих хозяев, но на собственное имя приобретать незаселенные участки земли как в сельских местностях, так и в городах. Эта недвижимость становилась личной собственностью крестьянина, в отличие от остального находившегося в его домашнем хозяйстве имущества, которым члены семьи владели совместно. На практике это привело к злоупотреблениям, когда господа, пользуясь формальным правом, отнимали недвижимость у своих крепостных.

## Отмена крепостного права
| Губерния или область | Доля крепостных обоего пола в общем населении (1859), % | Губерния или область    | Доля крепостных обоего пола в общем населении (1859), % |
| -------------------- | ------------------------------------------------------- | ----------------------- | ------------------------------------------------------- |
| Смоленская           | 69,07                                                   | Тамбовская              | 39,87                                                   |
| Тульская             | 68,94                                                   | Московская              | 38,84                                                   |
| Могилёвская          | 64,69                                                   | Симбирская              | 38,83                                                   |
| Калужская            | 61,80                                                   | Черниговская            | 37,61                                                   |
| Минская              | 60,74                                                   | Полтавская              | 37,41                                                   |
| Кутаисская           | 59,71                                                   | Ковенская               | 36,90                                                   |
| Подольская           | 59,54                                                   | Пермская                | 32,21                                                   |
| Нижегородская        | 58,97                                                   | Область Войска Донского | 31,91                                                   |
| Владимирская         | 57,91                                                   | Екатеринославская       | 31,51                                                   |
| Киевская             | 57,66                                                   | Херсонская              | 31,27                                                   |
| Костромская          | 57,41                                                   | Харьковская             | 29,77                                                   |
| Витебская            | 57,08                                                   | Воронежская             | 26,94                                                   |
| Ярославская          | 57,07                                                   | Петербургская           | 24,03                                                   |
| Волынская            | 56,54                                                   | Вологодская             | 22,89                                                   |
| Рязанская            | 56,50                                                   | Тифлисская              | 21,46                                                   |
| Псковская            | 53,81                                                   | Самарская               | 15,32                                                   |
| Тверская             | 50,63                                                   | Казанская               | 13,89                                                   |
| Орловская            | 47,26                                                   | Оренбургская            | 11,81                                                   |
| Пензенская           | 46,25                                                   | Таврическая             | 5,97                                                    |
| Виленская            | 45,95                                                   | Олонецкая               | 3,99                                                    |
| Новгородская         | 43,07                                                   | Вятская                 | 2,64                                                    |
| Гродненская          | 40,97                                                   | Астраханская            | 2,60                                                    |
| Саратовская          | 40,19                                                   | Ставропольская          | 2,41                                                    |
| Курская              | 39,99                                                   | Бессарабская обл.       | 1,17                                                    |

Первые шаги к ограничению и последующей отмене крепостного права были сделаны Павлом I и Александром I в 1797 и 1803 годах подписанием Манифеста о трёхдневной барщине об ограничении подневольного труда и Указа о вольных хлебопашцах, в котором предусмотрено правовое положение отпускаемых на волю крестьян.
В 1816—1819 гг. крепостное право было отменено в прибалтийских (остзейских) губерниях Российской империи (Эстляндия, Курляндия, Лифляндия, остров Эзель).
К концу царствования Николая I доля помещичьих крепостных крестьян, по разным оценкам, сократилась до 35-45 % В течение царствования Николая I было создано около десятка различных комиссий (секретные комитеты) для решения вопроса об упразднении крепостного права, но все они оказались бесплодными ввиду противодействия помещиков. 2 (14) апреля 1842 года на основе проекта графа П. Д. Киселёва был издан указ об обязанных крестьянах, согласно которому по воле помещика крестьянин мог получить личную свободу и земельный надел в пользование, за который он должен был работать на барщине или платить оброк. Этим условием указ 1842 года отличался от принятого в 1803 году указа о вольных хлебопашцах, по которому освобождённые крестьяне выкупали землю у помещиков в собственность. На основании указа об обязанных крестьянах из тридцатимиллионной массы крепостных помещики отпустили на волю менее двадцати пяти тысяч.
К 10-й ревизии (1858) доля крепостных во всём населении империи упала до 34 %. Согласно переписи населения 1857—1859 годов, в крепостной зависимости находилось 23,1 миллиона человек (обоих полов) из 67,1 миллиона человек, населявших Российскую империю на начало 1859 года. Доля крепостных в общем народонаселении России была различна в разных её частях. Так, в части Польши и  Прибалтики, всей Финляндии, Сибири и Дальнего Востока, Русского Севера и современного Казахстана крепостных практически не было. Значительно выше доля крепостных была в центральных регионах (включая современные территории Украины, Белоруссии, Польши, Литвы, Латвии, Грузии, Молдовы). Из 65 губерний и областей, существовавших в Российской империи на 1858 год, в трёх остзейских губерниях (Эстляндия, Курляндия, Лифляндия), в Земле Черноморского войска, в Приморской области, Семипалатинской области и области Сибирских киргизов, в Дербентской губернии (с Прикаспийским краем) и Эриванской губернии крепостных не было вовсе; ещё в двух губерниях и двух областях (Архангельской и Шемахинской губерниях, Забайкальской и Якутской областях) крепостных крестьян также не было, за исключением нескольких десятков дворовых людей (слуг); кроме того, в Тобольской губернии было около 3000 крепостных (0,31% от численности населения). В оставшихся 52 губерниях и областях доля помещичьих крепостных в численности населения составляла от 1,17 % (Бессарабская область, в которой вместо крепостных были феодально-зависимые царане) до 69,07 % (Смоленская губерния).
19 февраля 1861 (3 марта 1861) Манифестом императора Александра II крепостное право было окончательно отменено. Основными причинами реформы был кризис крепостнической системы и крестьянские волнения, усилившиеся во время Крымской войны.

## Оценка крепостного права в российской науке и общественной мысли
Объективное отношение к проблеме крепостничества в России всегда было затруднено жёстким контролем цензуры. Это объясняется тем, что, так или иначе, но правдивая информация о крепостном праве негативно отражалась на государственном престиже. Поэтому, несмотря на то, что в разное время появлялись в печати интересные материалы, выходили научные исследования и достаточно острые публицистические работы, в целом история эпохи крепостного права оказалась изучена и освещена недостаточно полно. Харьковский правовед профессор Дмитрий Каченовский в своих лекциях критиковал рабство в США, но его многочисленные слушатели воспринимали эту критику как эзопов язык. Его студент, впоследствии одесский градоначальник Павел Зелёной писал:

Нет нужды объяснять, что всякий слушатель ясно понимал и чувствовал, что, рассказывая о страданиях рабов, Каченовский разумеет белых, а не одних чёрных.
С самого начала существовали прямо противоположные оценки крепостничества как социального явления. С одной стороны его рассматривали как экономическую необходимость, а также наследие старинных патриархальных отношений. Утверждалось даже о положительной воспитательной функции крепостничества. С другой стороны, противники крепостного права обличали его разрушительное моральное и экономическое влияние на жизнь государства.
Однако примечательно, что идеологические противники одинаково именовали крепостничество «рабством». Так, Константин Аксаков писал в обращении к императору Александру Второму в 1855 году: «Образовалось иго государства над землёю, и русская земля стала как бы завоёванною… Русский монарх получил значение деспота, а народ — значение раба-невольника в своей земле». «Белыми рабами» называл русских крепостных крестьян А. Герцен. Однако и шеф корпуса жандармов, граф Бенкендорф, в секретном донесении на имя императора Николая Первого признавал: «Во всей России только народ-победитель, русские крестьяне, находятся в состоянии рабства; все остальные: финны, татары, эсты, латыши, мордва, чуваши и т. д. — свободны».
Неоднозначны оценки значения эпохи крепостного права и в наши дни. Представители патриотического направления современной политики склонны отвергать негативные характеристики крепостничества, как направленные на очернение Российской империи. Характерна в этом смысле статья А. Савельева «Выдумки о „темном царстве“ крепостничества», в которой автор склонен подвергать сомнению самые авторитетные свидетельства о насилиях над крепостными людьми: «Картины бедствия крестьян, описанные Радищевым в „Путешествии из Петербурга в Москву“, — следствие помрачения рассудка автора, искажающего восприятие социальной действительности». К положительным оценкам крепостного права, как системы хозяйственных отношений, склоняются и некоторые исследователи. Кое-кто считает его даже естественным результатом развития особенностей национального характера. Например, д.и.н. Б. Н. Миронов заявляет, что «крепостничество… являлось органичной и необходимой составляющей российской действительности… Оно являлось оборотной стороной широты русской натуры… результатом слабого развития индивидуализма».
Однако в последнее время наметилась тенденция к более резкой оценке как причин происхождения крепостного права, так и последствий его двухсотлетнего господства для страны. Здесь примечательна позиция современного историка и писателя Б. Керженцева. Он утверждает: «Объективный анализ истории происхождения крепостного права свидетельствует, что в том виде, каким оно предстаёт с начала XVIII века и до самой его отмены — во второй половине XIX столетия — крепостничество являлось ничем иным, как социальным произволом власти. Его настоящие причины лежали не в экономических нуждах государства, которым крепостнические порядки прямо противоречили, а в личных интересах правителей империи, часто случайных узурпаторов на троне, и окружающей их дворянской бюрократии. Крепостное рабство стало преступной взяткой, которой правительство покупало дворянскую поддержку и лояльность».

## Хронология закрепощения крестьян в России
Кратко хронологию закрепощения крестьян в России можно представить так:
- 1497 год — введение ограничения права перехода от одного помещика к другому — Юрьев день.
- 1581 год — временная отмена Юрьева дня — «заповедные лета».
- 1597 год — право помещика на розыск беглого крестьянина в течение 5 лет и на его возвращение владельцу — «урочные лета».
- 1607 год — соборное уложение 1607 года: срок сыска беглых крестьян увеличен до 15 лет.
- 1649 год — окончательное оформление крепостного права, соборное уложение 1649 года отменило урочные лета, закрепив таким образом бессрочный сыск беглых крестьян.
- 1718—1724 годы — податная реформа Петра I, окончательно прикрепившая крестьян к земле.
- 1721 год — указ Петра I, разрешающий владельцам частных фабрик покупать крепостные деревни для обслуживания и работы на производстве.
- 1741 год — запрет для крепостных крестьян приносить присягу верности новому правителю.
- 1742 год — запрет поступать на военную службу по собственному желанию.
- 1746 год — сенатский указ «О непокупке купцам и прочим разночинцам, состоящим в подушном окладе, людей и крестьян».
- 1747 год — помещику предоставлялось право продавать своих крепостных в рекруты любому лицу.
- 1760 год — помещик получил право ссылать крестьян в Сибирь.
- 1762 год — Пётр III манифестом от 18 февраля объявил дворян свободными от обязательной гражданской и военной службы.
- 1763 год — Указ Екатерины Второй об оплате крестьянами казенных расходов, связанных с подавлением крестьянских восстаний.
- 1765 год — помещик получил право ссылать крестьян не только в Сибирь, но и на каторжные работы[29].
- 1767 год — крестьянам было строго запрещено подавать челобитные (жалобы) на своих помещиков лично императрице или императору[30].
- 1785 год — Екатерина II грамотой освобождает дворян от любой обязательной службы. Утверждается полное и неограниченное право собственности на наследование любого вида имущества, в том числе и на крестьян.
- 1833 год — в Петербурге выходит «Свод законов о состоянии людей в государстве». Подтверждался запрет на владение крепостными недвижимой собственностью. Подтверждалось право помещика на телесные наказания своих крепостных, продажу крепостных (правда только целыми селениями). Брак крепостных разрешался с дозволения помещика.

## Отражение в культуре
Несправедливость и жестокость крепостного права нашли отражение во многих произведениях русской литературы. В прозе это запрещённое почти сразу после издания «Путешествие из Петербурга в Москву» А. Н. Радищева, «Муму» и «Записки охотника» И. С. Тургенева, автобиографические «Детские годы Багрова-внука», автобиографическая «Пошехонская старина» М. Е. Салтыкова-Щедрина, некоторые рассказы Н. Лескова, проза С. Н. Терпигорева. В поэзии это «Деревня» А. С. Пушкина и многие стихи Н. А. Некрасова, особенно поэма «Кому на Руси жить хорошо».
В живописи крепостное право нашло отражение в картинах Н. В. Неврева «Торг. Сцена из крепостного быта. Из недавнего прошлого», К. В. Лебедева («Продажа крепостных с аукциона»).